# Floy Joy
Floy Joy è un album del gruppo musicale statunitense The Supremes e pubblicato dalla Motown Records nel maggio 1972.

## Tracce

### Lato A
1. Your Wonderful Sweet, Sweet Love  (Smokey Robinson)
2. Floy Joy (Robinson)
3. A Heart Like Mine (Robinson, Ronald White)
4. Over and Over (Robinson)
5. Precious Little Things (Robinson, Marvin Tarplin, Pam Moffett)

### Lato B
1. Now The Bitter, Now The Sweet (Robinson, Cecil Franklin)
2. Automatically Sunshine (Robinson)
3. The Wisdom of Time (Robinson, Moffett, Clifford Burston)
4. Oh Be My Love (Robinson, Warren Moore)